# Комендантов, Георгий Леонидович
Георгий Леонидович Комендантов (1910—1985) — советский учёный в области физиологии, один из основоположников авиационной и космической медицины, участник отбора кандидатов в Первый отряд космонавтов СССР, доктор медицинских наук (1963), профессор (1965), полковник медицинской службы. Лауреат Сталинской премии (1951).

## Биография
Родился 19 августа 1910 года в Варшаве в семье профессора и доктора медицины Л. Е. Комендантова (1883—1939).

### Образование и начало деятельности
С 1926 по 1931 год обучался в Первом Ленинградском медицинском институте. С 1934 года служил в РККА в составе медицинских частей и подразделений. С 1937 по 1940 год обучался в адъюнктуре по кафедре физиологии Военно-медицинской академии Красной Армии имени С. М. Кирова, был учеником профессора Л. А. Орбели. В 1940 году Г. Л. Комендантов защитил диссертацию на соискание учёной степени кандидат медицинских наук по теме: «О некоторых физиологических механизмах лабиринтных рефлексов».

### Научная деятельность в области авиационной и космической медицины
С 1940 по 1960 год занимался научно-педагогической деятельностью на кафедре авиационной медицины Военно-медицинской академии имени С. М. Кирова. Одновременно с педагогической деятельностью Г. Л. Комендантов с 1952 по 1956 и с 1959 по 1960 год являлся — заместителем начальника Государственного научно-исследовательского института авиационной и космической медицины Министерства обороны СССР по научной работе. С 1960 по 1984 год на научно-педагогической работе в Центральном институте усовершенствования врачей в должности начальника кафедры авиационной и космической медицины. В 1964 году Г. Л. Комендантов защитил диссертацию на соискание учёной степени доктор медицинских наук по теме: «Установочные рефлексы», в 1965 года приказом ВАК СССР ему было присвоено учёное звание профессор.
15 марта 1951 года Постановлением СМ СССР «За разработку новых методов физиологических исследований» Г. Л. Комендантов был удостоен — Сталинской премии.
Г. Л. Комендантов занимался вопросами в области изменения функций организма человека в условиях сверхвысотного и космического полётов, высотной физиологии и невесомости, авиационный шум и его влияние на организм пилота, профессиональной работоспособности и способов её оценки у членов экипажей, пространственной ориентировки в полёте и функции равновесия в пространстве, проблемы ускорений и болезни движения (в воздушной и космической формах), изучения лётного переутомления и его профилактика, спасение членов экипажей в аварийных условиях. Под руководством Г. Л. Комендантова было разработано средство спасения лётчиков в аварийных условиях при помощи катапульты.
Г. Л. Комендантов входил в состав военно-врачебной комиссии для оказания консультативной помощи Центральному научно-исследовательскому авиационному госпиталю, был участником рассмотрения и утверждения разработок системы медицинского отбора кандидатов в космонавты, был участником отбора кандидатов в Первый отряд космонавтов СССР.
Г. Л. Комендантов являлся автором около 200 научных работ и монографий в области авиационной и космической медицины.
Скончался 24 апреля 1985 года в Ленинграде, похоронен на Серафимовском кладбище.

Могила Комендантова на Серафимовском кладбище Санкт-Петербурга.

## Награды
- Орден Красного Знамени (21.08.1953)
- Орден Красной Звезды (24.06.1948)
- Медаль «За боевые заслуги» (03.11.1944)
- Медаль «За оборону Ленинграда» (22.12.1942)
- Медаль «За победу над Германией в Великой Отечественной войне 1941—1945 гг.» (09.05.1945)[5]
- Медаль «За доблестный труд в Великой Отечественной войне 1941—1945 гг.»

### Премия
- Сталинская премия II степени (15.03.1951 — «За разработку новых методов физиологических исследований»)[3][2]